# Estación Real del Padre
Real del Padre es una estación ferroviaria ubicada en la localidad del mismo nombre, Departamento San Rafael, Provincia de Mendoza, República Argentina.A pedido de los vecinos, el Concejo Deliberante sanrafaelino tratará un proyecto para construir un parque en los terrenos abandonados del ferrocarril que separan a la cabecera del distrito de Real del Padre en dos sectores bien definidos en la jerga popular como de “éste y de aquel lado” de las vías.
Esta comunidad, caracterizada por su intensa actividad agrícola, está a 75 kilómetros de la ciudad de San Rafael y a unos 15 de la de General Alvear.
A este distrito pertenecen también los parajes La India, Palermo Chico, Pueblo Nuevo, Rincón del Indio, La Olla y Lote 80.
De acuerdo al proyecto basado en los reclamos de la población y presentado finalmente por el concejal y exsecretario de Obras Públicas de la comuna, Darío Barandalla, se impulsa primero declarar de interés departamental a un proyecto para transformar este lugar abandonado y problemático en un “Parque del bicentenario”, con motivo de celebrarse este año esa fecha de la independencia argentina.
Esto también, se expresa en los considerandos, servirá para homenajear en este aniversario a los patriotas de esa gesta y a los pioneros que dieron la vida a la colonia de Real del Padre para consolidar la identidad de esa comunidad que ya proyecta festejar su bicentenario en 2033.
En la primera etapa -relata Barandalla- se realizará una estructura donde se colocarán mástiles de baja altura con banderas de diferentes países en homenaje a los inmigrantes de la colonización y, en el piso, mayólicas para simbolizar que estas tierras también fueron habitadas por los indios Puelches.
En la segunda, se construirá un mástil de más de 60 metros de altura (sería el más alto del país). Posteriormente se concretará la apertura de las calles con el fin de lograr la unión de las diagonales que formarían las simbólicas manos de la unidad del casco urbano y habilitar el Museo de Historia Regional en la antigua estación de trenes con materiales históricos que forman parte del patrimonio local
El área que hoy ocupa el distrito de Real del Padre tuvo como primitivos dueños a los indios Goicos (pertenecientes al pueblo puelche) quienes en la figura de Vicente Goico cacique de la tribu adquirió allá por 1825 la propiedad de dichos terrenos los que fueron inmediatamente vendidos a Juan Godoy de una forma muy peculiar entregó a cambio 40 yeguas, un lomillo (pieza del recado de montar), diez cajas de vino y un par de espuelas de plata. Juan Godoy compró luego tierras a Ángel Báez y allí completó la totalidad de los terrenos que hoy conforman la vasta zona de Monte Comán y Real del Padre. La propiedad de los terrenos fue pasando de propietario en propietario hasta que fue adquirida por el Ing. Carlos Wauters quien lotea y vende terrenos allá por 1910 formándose así la primera colonia en Real del Padre aprobándose poco después los planos de la colonia y pueblo de Real del Padre.

## Servicios
Pertenece al Ferrocarril General San Martín de la red ferroviaria argentina, en el ramal que une las estaciones de Monte Comán y General Alvear

## Historia
En el año 1900 fue inaugurada la estación, por parte del Ferrocarril Buenos Aires al Pacífico.